# Transports en commun de L'Île-d'Yeu
ID Bus est le réseau de transport en commun qui dessert la commune de L'Île-d'Yeu depuis les années 2000. Ce réseau est géré par la régie des transports urbains de l'Ile d'Yeu.

## Le réseau

### Présentation
Le réseau est en place depuis 2000. Ce réseau se caractérise par trois lignes fonctionnant en basse saison de mars à juin puis de septembre à novembre et de cinq ligne fonctionnant en juillet et août.

### Les lignes
| Ligne | Caractéristiques | Caractéristiques                                                             | Caractéristiques                                                             | Caractéristiques                                                             | Caractéristiques                                                             | Caractéristiques                                                             | Caractéristiques                                                             | Caractéristiques                                                             | Caractéristiques                                                             |
| 1     | L'Île-d'Yeu — Port Joinville - Mairie ⥋ L'Île-d'Yeu — Sabias - Vieux Château | L'Île-d'Yeu — Port Joinville - Mairie ⥋ L'Île-d'Yeu — Sabias - Vieux Château | L'Île-d'Yeu — Port Joinville - Mairie ⥋ L'Île-d'Yeu — Sabias - Vieux Château | L'Île-d'Yeu — Port Joinville - Mairie ⥋ L'Île-d'Yeu — Sabias - Vieux Château | L'Île-d'Yeu — Port Joinville - Mairie ⥋ L'Île-d'Yeu — Sabias - Vieux Château | L'Île-d'Yeu — Port Joinville - Mairie ⥋ L'Île-d'Yeu — Sabias - Vieux Château | L'Île-d'Yeu — Port Joinville - Mairie ⥋ L'Île-d'Yeu — Sabias - Vieux Château | L'Île-d'Yeu — Port Joinville - Mairie ⥋ L'Île-d'Yeu — Sabias - Vieux Château | L'Île-d'Yeu — Port Joinville - Mairie ⥋ L'Île-d'Yeu — Sabias - Vieux Château |
| ----- | --- | ---------------------------------------------------------------------------- | ---------------------------------------------------------------------------- | ---------------------------------------------------------------------------- | ---------------------------------------------------------------------------- | ---------------------------------------------------------------------------- | ---------------------------------------------------------------------------- | ---------------------------------------------------------------------------- | ---------------------------------------------------------------------------- |
| 1     | Ouverture / Fermeture 2000 / — | Longueur —                                                                   | Durée 21 min                                                                 | Nb. d’arrêts 19                                                              | Matériel Midibus                                                             | Jours de fonctionnement L, Ma, Me, J, V, S, D                                | Jour / Soir / Nuit / Fêtes O / — / N / O                                     | Voy. / an —                                                                  | Exploitant Régie des transports urbains de l'Ile d'Yeu                       |
| 1     | Desserte : - Villes et lieux desservis : L'Île-d'Yeu (Port Joinville - Mairie, Musée de la Pêche, Ancienne usines, Chiron Moreau, Le caillou blanc, Pointe du But, Le grand phare, Terrain de cross, Aérodrome, Sabias - Vieux Château, La Citadelle) - Gare(s) desservie(s) : Gare maritime à proximité                                                                         |                                                                              |                                                                              |                                                                              |                                                                              |                                                                              |                                                                              |                                                                              |                                                                              |
| 1     | Autre : - Arrêts non accessibles aux UFR : — - Particularités : - Date de dernière mise à jour : 27 avril 2021. |                                                                              |                                                                              |                                                                              |                                                                              |                                                                              |                                                                              |                                                                              |                                                                              |

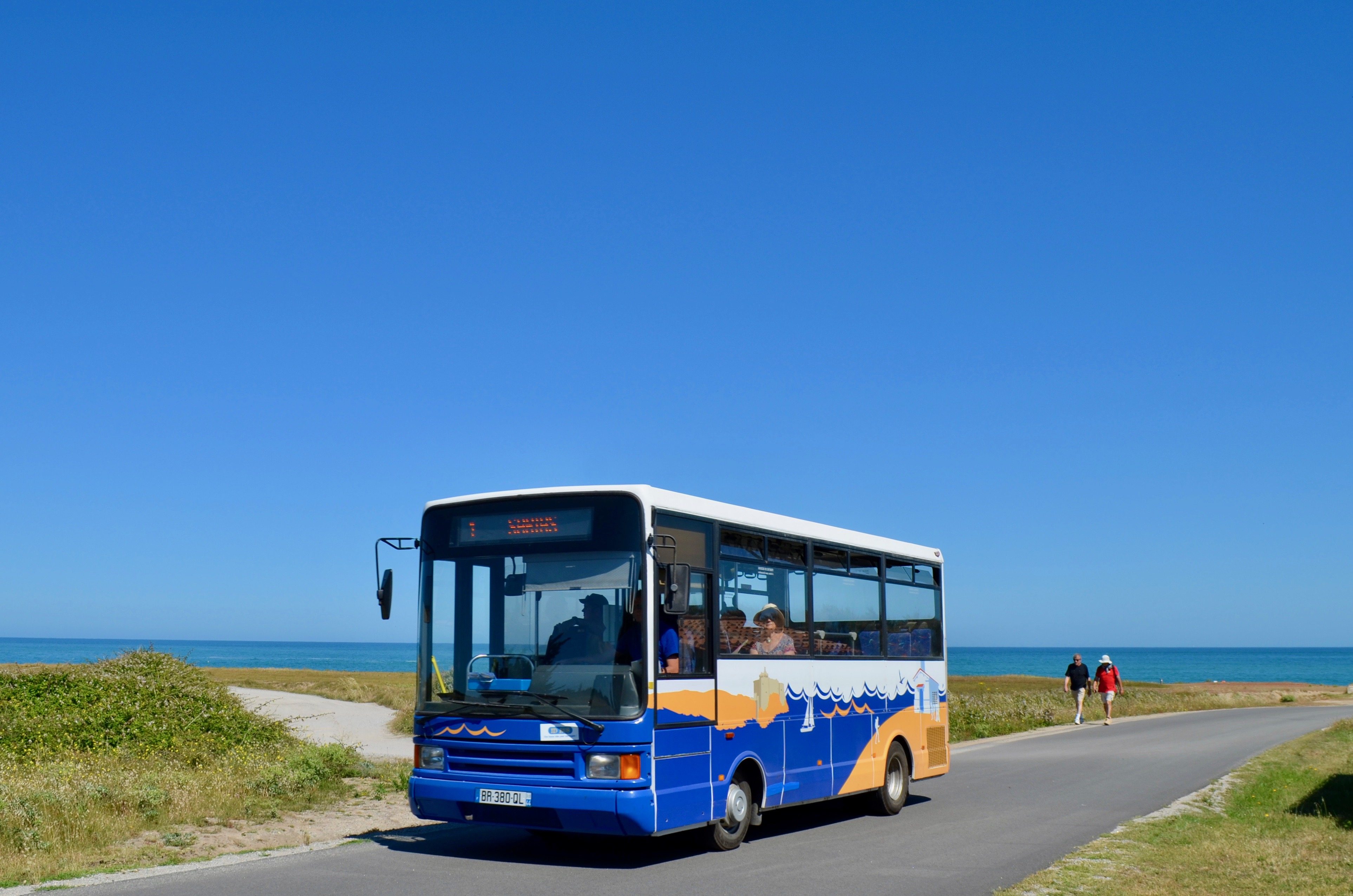
Ligne 1
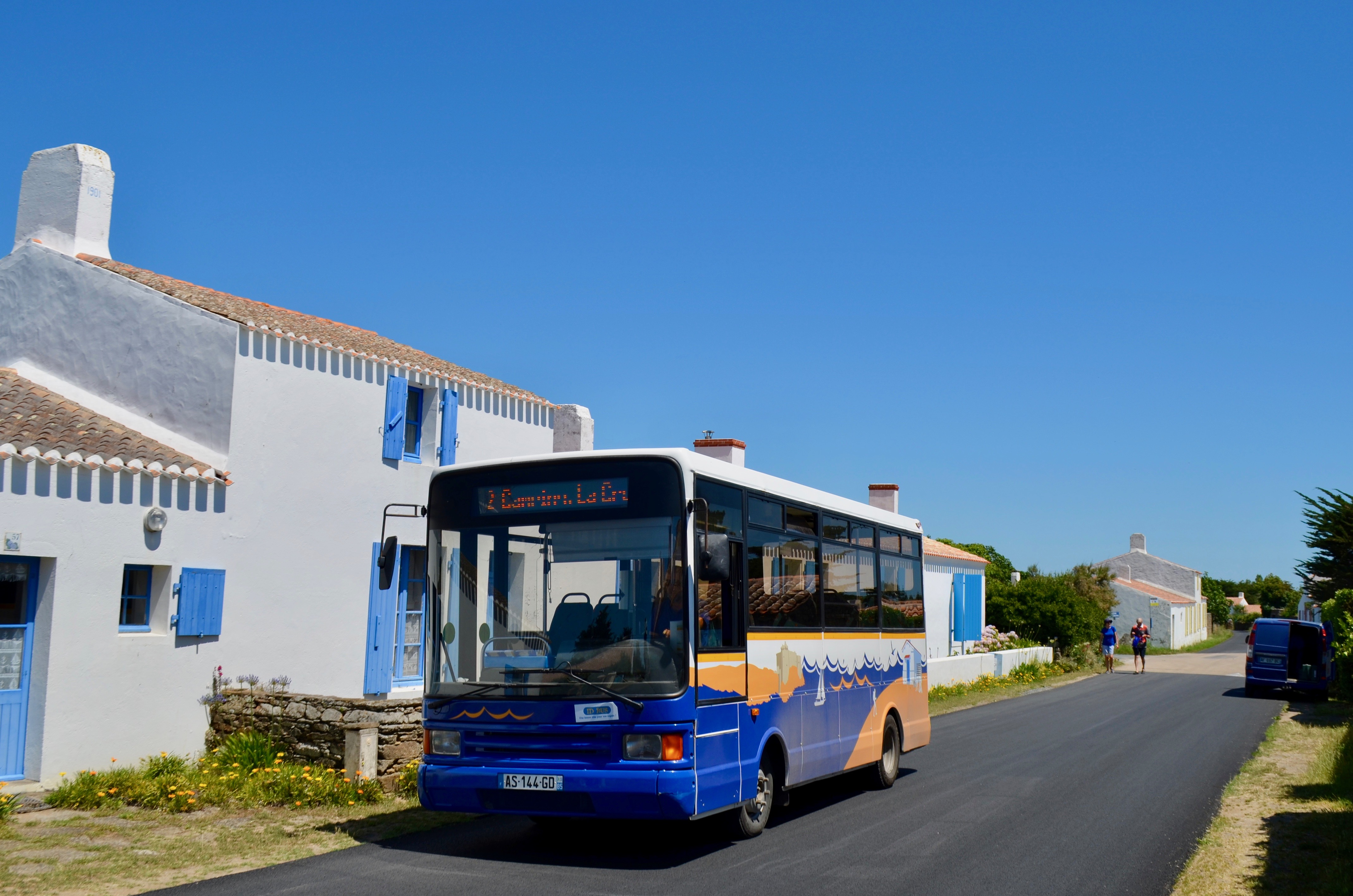
Ligne 2
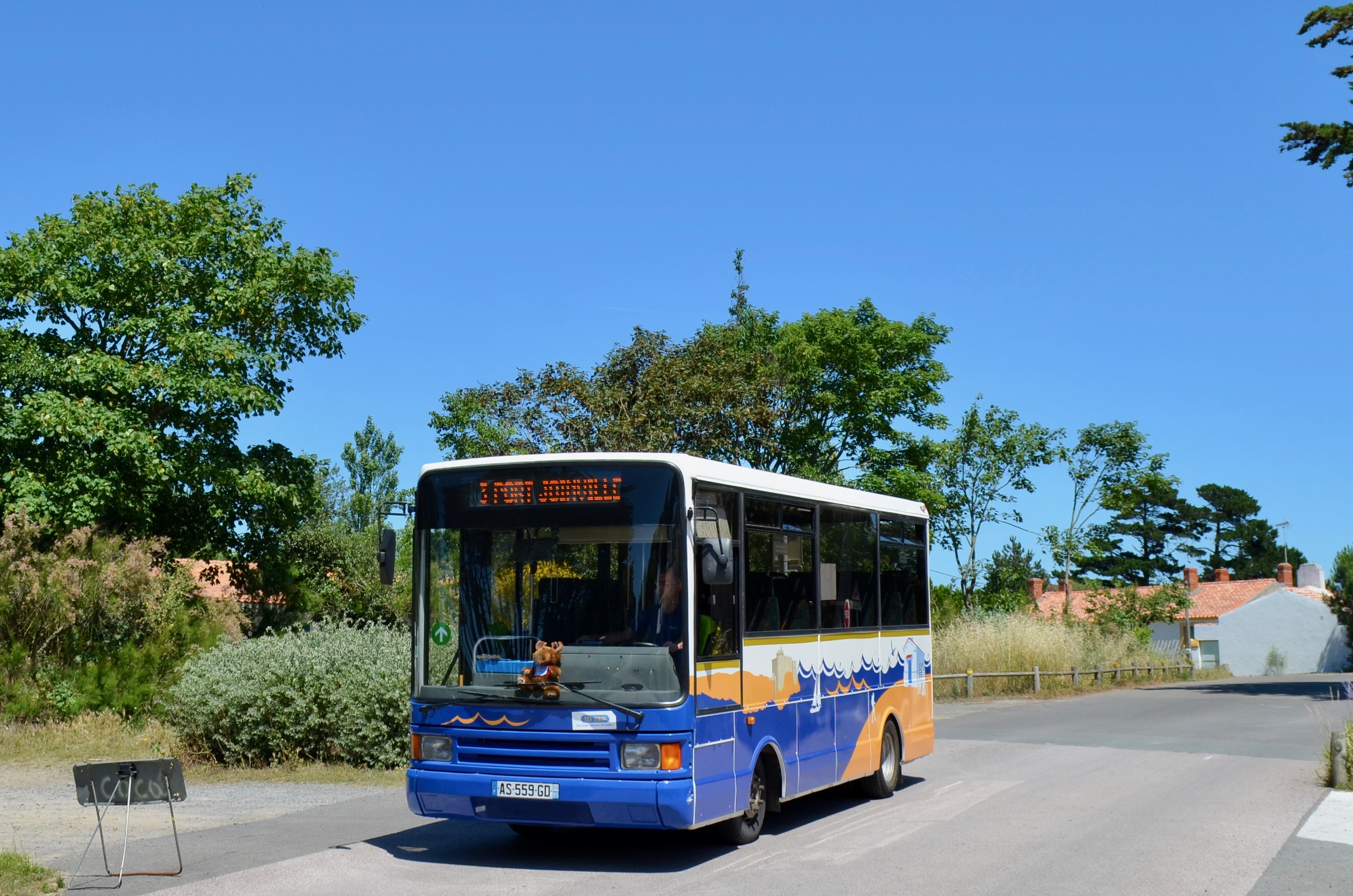
Ligne 3
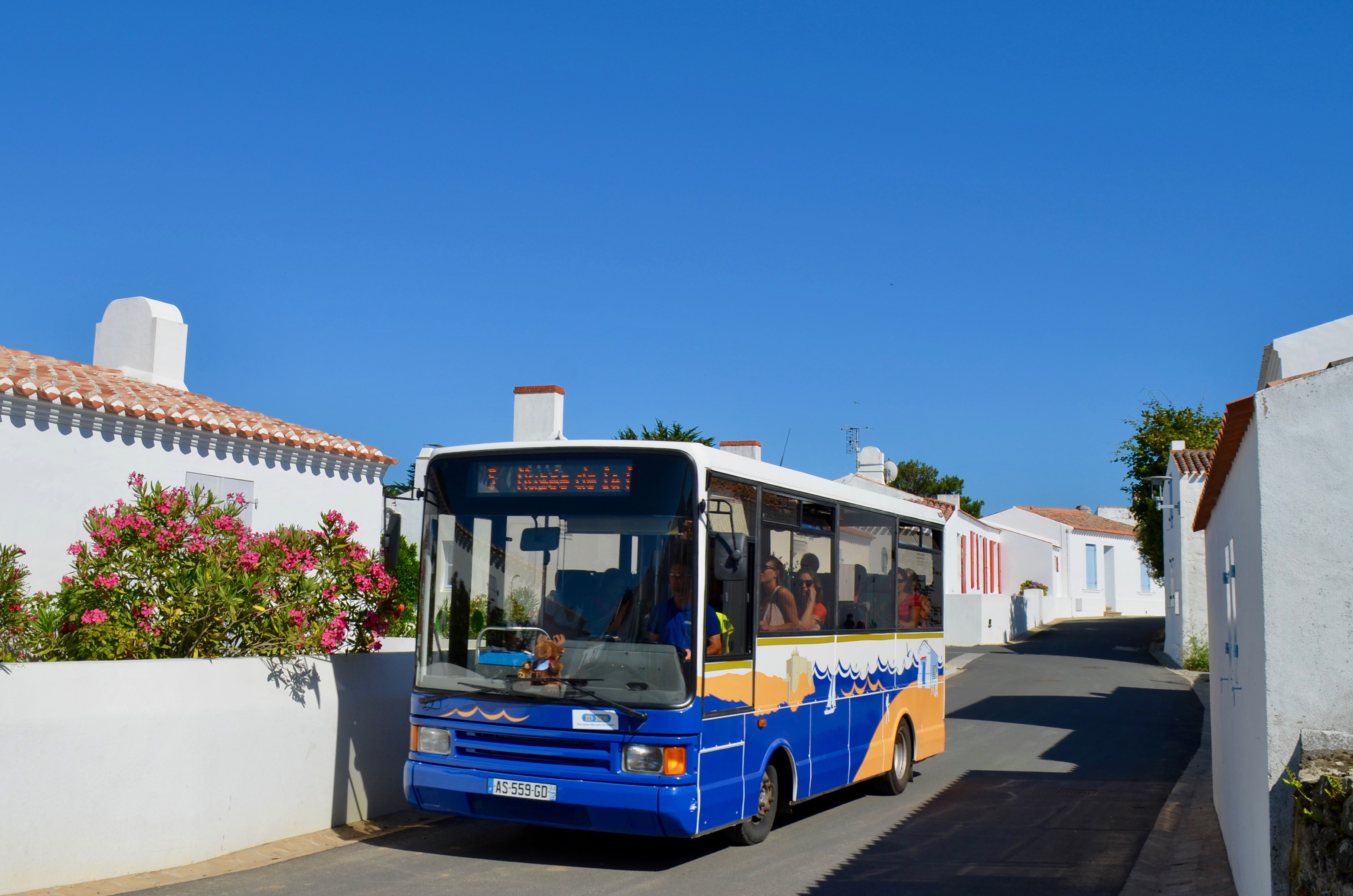
Ligne 4

| 1     | Dernière actualisation : — |                                                                              |                                                                              |                                                                              |                                                                              |                                                                              |                                                                              |                                                                              |                                                                              |
| 2     | L'Île-d'Yeu — Anciennes Usines ⥋ L'Île-d'Yeu — La Meule Port | L'Île-d'Yeu — Anciennes Usines ⥋ L'Île-d'Yeu — La Meule Port                 | L'Île-d'Yeu — Anciennes Usines ⥋ L'Île-d'Yeu — La Meule Port                 | L'Île-d'Yeu — Anciennes Usines ⥋ L'Île-d'Yeu — La Meule Port                 | L'Île-d'Yeu — Anciennes Usines ⥋ L'Île-d'Yeu — La Meule Port                 | L'Île-d'Yeu — Anciennes Usines ⥋ L'Île-d'Yeu — La Meule Port                 | L'Île-d'Yeu — Anciennes Usines ⥋ L'Île-d'Yeu — La Meule Port                 | L'Île-d'Yeu — Anciennes Usines ⥋ L'Île-d'Yeu — La Meule Port                 | L'Île-d'Yeu — Anciennes Usines ⥋ L'Île-d'Yeu — La Meule Port                 |
| 2     | Ouverture / Fermeture 2000 / — | Longueur —                                                                   | Durée 29 min                                                                 | Nb. d’arrêts 27                                                              | Matériel Midibus                                                             | Jours de fonctionnement L, Ma, Me, J, V, S, D                                | Jour / Soir / Nuit / Fêtes O / — / N / O                                     | Voy. / an —                                                                  | Exploitant Régie des transports urbains de l'Ile d'Yeu                       |
| 2     | Desserte : - Villes et lieux desservis : L'Île-d'Yeu (Anciennes usines, Musée de la pêche, Place La Pylaie - Port Joinville, Mer Châlon, Camping, Ecole de Voile, Marée Salé CAVAL, La Croix, Pointe des Cordeaux, La Croix, Plage des Vieilles, Saint-Sauveur - Eglise, La Meule Port) - Gare(s) desservie(s) : Gare maritime à proximité                                       |                                                                              |                                                                              |                                                                              |                                                                              |                                                                              |                                                                              |                                                                              |                                                                              |
| 2     | Autre : - Arrêts non accessibles aux UFR : — - Particularités : - Date de dernière mise à jour : 27 avril 2021. |                                                                              |                                                                              |                                                                              |                                                                              |                                                                              |                                                                              |                                                                              |                                                                              |
| 2     | Dernière actualisation : — |                                                                              |                                                                              |                                                                              |                                                                              |                                                                              |                                                                              |                                                                              |                                                                              |
| 3     | L'Île-d'Yeu — Anciennes Usines ⥋ L'Île-d'Yeu — Anciennes Usines | L'Île-d'Yeu — Anciennes Usines ⥋ L'Île-d'Yeu — Anciennes Usines              | L'Île-d'Yeu — Anciennes Usines ⥋ L'Île-d'Yeu — Anciennes Usines              | L'Île-d'Yeu — Anciennes Usines ⥋ L'Île-d'Yeu — Anciennes Usines              | L'Île-d'Yeu — Anciennes Usines ⥋ L'Île-d'Yeu — Anciennes Usines              | L'Île-d'Yeu — Anciennes Usines ⥋ L'Île-d'Yeu — Anciennes Usines              | L'Île-d'Yeu — Anciennes Usines ⥋ L'Île-d'Yeu — Anciennes Usines              | L'Île-d'Yeu — Anciennes Usines ⥋ L'Île-d'Yeu — Anciennes Usines              | L'Île-d'Yeu — Anciennes Usines ⥋ L'Île-d'Yeu — Anciennes Usines              |
| 3     | Ouverture / Fermeture 2000 / — | Longueur —                                                                   | Durée 44 min                                                                 | Nb. d’arrêts 34                                                              | Matériel Midibus                                                             | Jours de fonctionnement L, Ma, Me, J, V, S, D                                | Jour / Soir / Nuit / Fêtes O / — / N / O                                     | Voy. / an —                                                                  | Exploitant Régie des transports urbains de l'Ile d'Yeu                       |
| 3     | Desserte : - Villes et lieux desservis : L'Île-d'Yeu (Anciennes usines, Musée de la Pêche, Place La Pylaie - Port Joinville, Saint-Sauveur - Bas du Bourg, Saint-Sauveur Eglise, Plage des Vieilles, La Croix, Pointe des Corbeaux, Marais Salé CAVAL, Ecole de Voile, Camping, Fer Châlon, Port de Plaisance, Gare Maritime) - Gare(s) desservie(s) : Gare maritime à proximité |                                                                              |                                                                              |                                                                              |                                                                              |                                                                              |                                                                              |                                                                              |                                                                              |
| 3     | Autre : - Arrêts non accessibles aux UFR : — - Particularités : - Date de dernière mise à jour : 27 avril 2021. |                                                                              |                                                                              |                                                                              |                                                                              |                                                                              |                                                                              |                                                                              |                                                                              |
| 3     | Dernière actualisation : — |                                                                              |                                                                              |                                                                              |                                                                              |                                                                              |                                                                              |                                                                              |                                                                              |
| 4     | L'Île-d'Yeu — Anciennes Usines ⥋ L'Île-d'Yeu — La Meule Port | L'Île-d'Yeu — Anciennes Usines ⥋ L'Île-d'Yeu — La Meule Port                 | L'Île-d'Yeu — Anciennes Usines ⥋ L'Île-d'Yeu — La Meule Port                 | L'Île-d'Yeu — Anciennes Usines ⥋ L'Île-d'Yeu — La Meule Port                 | L'Île-d'Yeu — Anciennes Usines ⥋ L'Île-d'Yeu — La Meule Port                 | L'Île-d'Yeu — Anciennes Usines ⥋ L'Île-d'Yeu — La Meule Port                 | L'Île-d'Yeu — Anciennes Usines ⥋ L'Île-d'Yeu — La Meule Port                 | L'Île-d'Yeu — Anciennes Usines ⥋ L'Île-d'Yeu — La Meule Port                 | L'Île-d'Yeu — Anciennes Usines ⥋ L'Île-d'Yeu — La Meule Port                 |
| 4     | Ouverture / Fermeture 2000 / — | Longueur —                                                                   | Durée 14 min                                                                 | Nb. d’arrêts 12                                                              | Matériel Midibus                                                             | Jours de fonctionnement L, Ma, Me, J, V, S, D                                | Jour / Soir / Nuit / Fêtes O / — / N / O                                     | Voy. / an —                                                                  | Exploitant Régie des transports urbains de l'Ile d'Yeu                       |
| 4     | Desserte : - Villes et lieux desservis : L'Île-d'Yeu (Anciennes Usines, Musée de la Pêche, Place La Pylaie - Port Joinville, Cimetière, Ker Bossy, La Meule Port) - Gare(s) desservie(s) : Gare maritime à proximité |                                                                              |                                                                              |                                                                              |                                                                              |                                                                              |                                                                              |                                                                              |                                                                              |
| 4     | Autre : - Arrêts non accessibles aux UFR : — - Particularités : La ligne 5 est devenue la ligne 4. - Date de dernière mise à jour : 27 avril 2021. |                                                                              |                                                                              |                                                                              |                                                                              |                                                                              |                                                                              |                                                                              |                                                                              |
| 4     | Dernière actualisation : — |                                                                              |                                                                              |                                                                              |                                                                              |                                                                              |                                                                              |                                                                              |                                                                              |

- Ligne 1
- Ligne 2
- Ligne 3
- Ligne 4

## Exploitation

### État de parc

#### Véhicules en service
En 2020
| Modèles               | Numéros              | Années     | Affectations |
| --------------------- | -------------------- | ---------- | ------------ |
| Midibus (9)           |                      |            |              |
| 1 Gépébus Oréos 2X    | CH-026-FY            | 2018       | 1 2 3 4      |
| 2 Vehixel Cytios 3/23 | AX-022-XS, CB-397-RA | 2007, 2012 | 1 2 3 4      |
| 2 Gruau MG36          | AS-468-GD, AR-059-PV | 1995, 1996 | 1 2 3 4      |

- 1 Vehixel Cytios 3/23 a été mis en service en septembre 2012 chez Envibus avant d'arriver sur le réseau en 2018.

### Anciens véhicules
- 2 Gruau MG36 ont été réformés en 2018.